# Jules Jouant

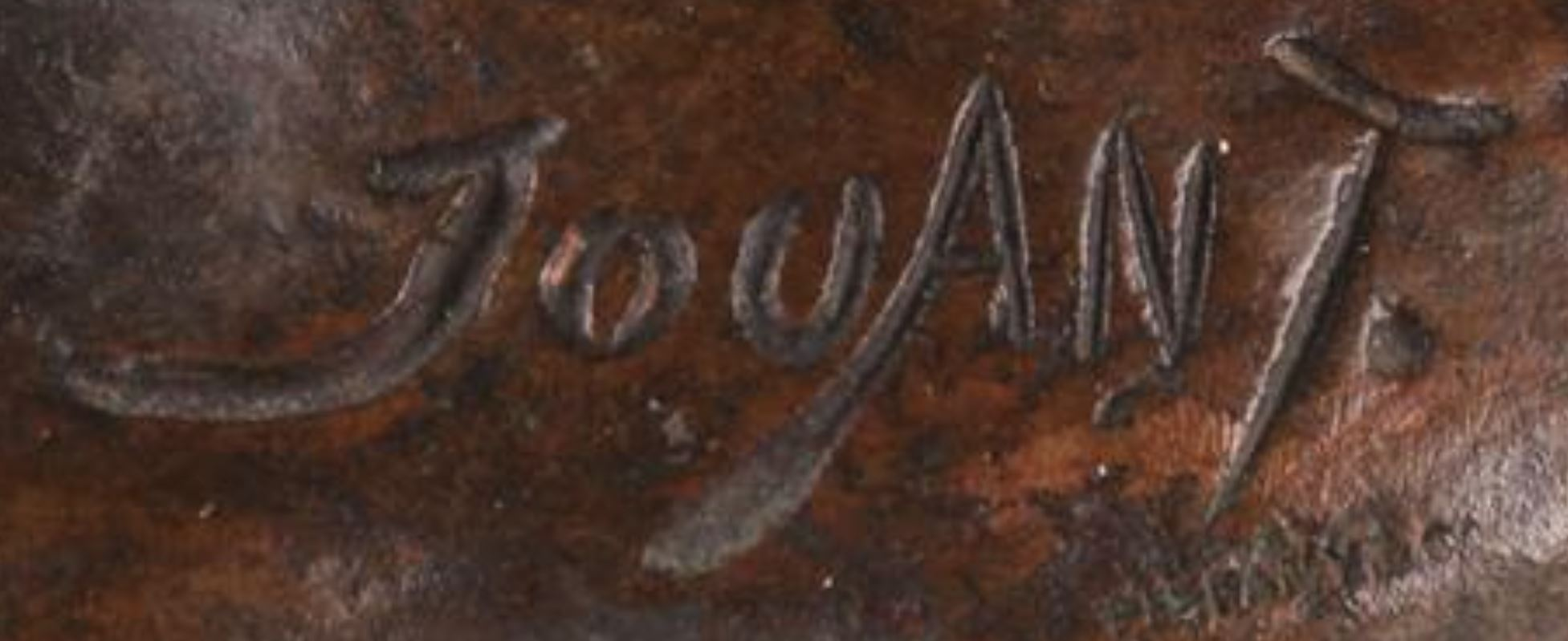
Eine Signatur von Jules Jouant.

Auguste Jules Alphonse Jouant (* 19. Juni 1863 in Paris; † 1921) war ein französischer Bildhauer.

## Leben

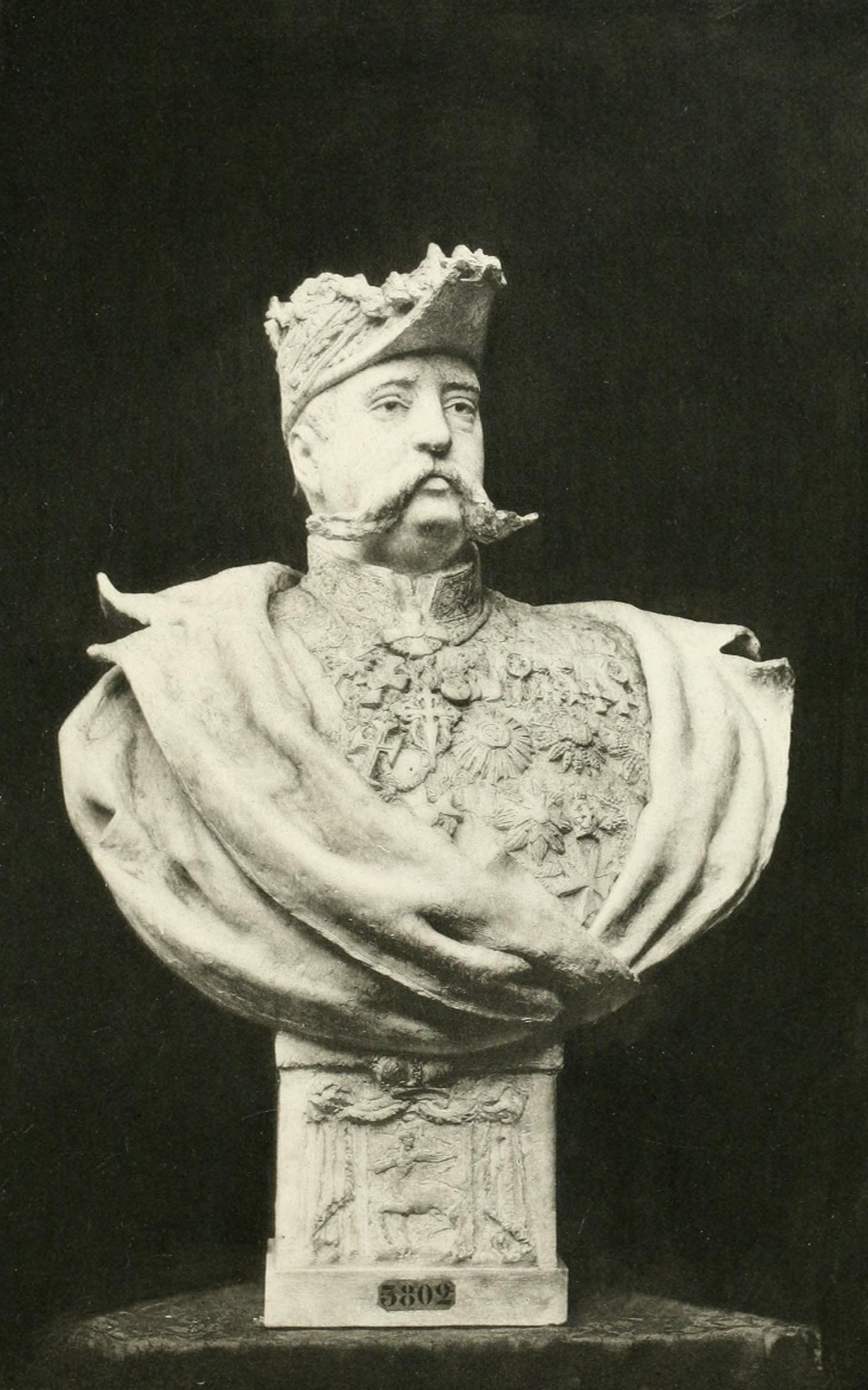
Gipsbüste Prinz Giedroyć, Salon de Paris 1883.

Jouant besuchte die École des beaux-arts de Paris. Er war Praktikant bei Auguste Rodin. 1883 stellte er auf dem Salon de Paris die Gipsbüste eines Prinzen aus der litauischen Adelsfamilie Giedroyć aus. Von 1985 stellte er auf dem Salon der Société des Artistes Français aus, wo er 1913 eine „ehrenvolle Erwähnung“ erhielt. Er zeigte seine Arbeiten ebenso auf dem Salon der Société nationale des beaux-arts.
Er war Lehrer des Bildhauers Raymond Martin.

## Werke (Auswahl)
Jouant fertigte Büsten von Komponisten (darunter Richard Wagner, Frédéric Chopin und Ludwig van Beethoven) sowie Grabdenkmäler und Denkmäler an. Weiter entwarf er zahlreiche dekorative Statuetten im Jugendstil, die von Gießereien wie Ferdinand Barbedienne und Eugène Blot in Bronze oder Zinn umgesetzt und verlegt wurden. Zudem gestaltete er vielfach Lampen, darunter einige für die Cristallerie Daum in Nancy. Die Schule École Boulle für angewandte Kunst in Paris berief ihn zum Professor.
Eine Lampe Jouants befindet sich im Chrysler Museum of Art, Norfolk, Virginia. Andere seiner Arbeiten tragen Titel wie
- Stehende im Bikini, Statuette 1910–1915
- Chardons
- The Allure of Opium
- Grand Vase
- Femme, Statuette 1900
- Gui, Tischlampe 1900
- Cloche de table
- Lampe de bureau, encrier floriforme
- Haut vase amphore
- Pavot
- Opposite
- Vide poche